# Arnold Kerdijk
Arnold Kerdijk, geboren als Arnoldus Polak Kerdijk (24 mei 1846 – 13 maart 1905) was een Nederlands journalist en politicus.

Arnold Kerdijk was een progressief liberaal en heeft in het laatste kwart van de 19e eeuw een actieve rol gespeeld in de Nederlandse politiek.

## Biografie
Kerdijk werd geboren in Rotterdam als zoon van Simon Andries Polak Kerdijk, koopman en commissionair in effecten, en Elizabeth Bezeth. De familienaam Polak Kerdijk werd in 1859 gewijzigd in Kerdijk.
Hoewel hij van Joodse afkomst was, stond hij ingeschreven als lid van de Evangelisch-Lutherse Kerk Hij noemde zichzelf echter een agnosticus.
Kerdijk studeerde van 1863 tot 1871 rechten in Utrecht; hij studeerde summa cum laude af. In 1873 promoveerde hij in het Romeins en hedendaags recht op een 31-tal stellingen. Uit de stellingen kwamen zijn maatschappelijke betrokkenheid en zijn progressief-liberale oriëntatie duidelijk naar voren.
Kerdijk ging werken als hoofdopziener voor het lager onderwijs in Zuid-Holland. Hij ijverde voor een algemene leerplicht, het formaliseren van de Onderwijsinspectie en voor het aanstellen van bezoldigde onderwijsinspecteurs. Kerdijk was van 1876 tot 1880 secretaris van de Nederlandsche Vereeniging tot bevordering van Volksonderwijs.
Kerdijk was betrokken bij de oprichting in 1874 van het tijdschrift Vragen des Tijds, waarin het progressief-liberale gedachtegoed gepropageerd werd. Hij zou dertig jaar lang redacteur van het blad blijven. Kerdijk was ook van 1874 tot 1881 redacteur van het Volksblad.
Hij voelde zich erg aangetrokken tot de Sociale Quaestie. Geïnspireerd door de Britse coöperatiebeweging stichtte Kerdijk samen met zijn zwager Jacques van Marken op 17 juni 1873 de verbruikscoöperatie De Delftsche Winkelvereeniging, en verwees daarbij naar het Britse voorbeeld van de successen van de 28 verenigde wevers in Rochdale (Manchester). Een paar jaar speelde hij een rol in de landelijke koepels voor coöperaties - eerst de Commissie voor de Coöperatie en later de Vereeniging tot bevordering der Coöperatie in Nederland.
Kerdijk trouwde op 1 juni 1876 met Elisabeth Sara Matthes, de jongere zuster van Agneta Matthes, die gehuwd was met zijn goede vriend Jacques van Marken. Tussen 1877 en 1882 kreeg het paar achtereenvolgens een dochter (Agneta), een zoon (Frits) en twee dochters (Elisabeth en Anna). Het paar ging in Delft wonen.
In 1880 werd Kerdijk de eerste directeur bij de Rijkspostspaarbank in oprichting. Hij was ervan overtuigd dat het leren sparen kon bijdragen aan de emancipatie van de arbeiders, spaarbanken konden daar in bijdragen. Een maand na de opening in 1881 kreeg Kerdijk op eigen verzoek eervol ontslag.
Kerdijk werd nu algemeen secretaris van de Maatschappij tot Nut van 't Algemeen. Zijn positie binnen deze club was moeizaam. Hij had voor het Nut te vooruitstrevende ideeën en het realiseren van zijn plannen stuitte op verzet.
Een van zijn plannen was het opzetten van een weekblad. Met instemming van het bestuur begon Kerdijk in 1887 samen met Tjeenk Willink op eigen risico het blad. Dit viel verkeerd bij de achterban. Het uitgeven van het blad namens het Nut werd niet toegestaan, met als gevolg dat Kerdijk zijn functie neer legde. Het blad zette hij door; het werd zelfstandig uitgegeven als het Sociaal Weekblad.
Kerdijk voerde er tot 1892 de redactie van, en droeg die toen aan Willem Treub over.
Kerdijk was in 1887 al namens het kiesdistrict Amsterdam gekozen tot lid van de Tweede Kamer der Staten-Generaal, iets dat hem eerder (1878, Rotterdam) niet gelukt was. Met zijn verkiezing in de Kamer gaf hij zijn lidmaatschap van de Amsterdamse gemeenteraad op (waarin hij in 1884 verkozen was). Hij zou tot 1901 namens Amsterdam Kamerlid blijven. Kerdijk was tot 17 maart 1901 lid van de Liberale Unie, en daarbinnen lid van achtereenvolgens de Kiesrecht-Kamerclub (1893-1894), de Vooruitstrevende Kamerclub (1894-1897, fractievoorzitter) en de Vrijzinnig-democratische Kamerclub (1897-1901).
In de Kamer werd hij voorzitter van een van de drie afdelingen van de koninklijke nijverheidsenquête. Het vervolg daarop was zijn lidmaatschap van Centrale Commissie voor de Statistiek, van 1892 tot 1898. Vanaf 1898 tot 1901 was hij voorzitter van de Commissie.
In 1891 werd Kerdijk gevraagd minister te worden van Waterstaat, Handel en Nijverheid; hij weigerde dit op de daarvoor gestelde voorwaarden.
Naast zijn Kamerlidmaatschap bleef Kerdijk sociaal actief. Hij was lid van het bestuur van de Nieuw-Malthusiaansche Bond, en bestuurslid van de Vereniging Ons Huis in Amsterdam, en later in Den Haag. Verder was hij vanaf 1896 commissaris van de N.V. Bouwonderneming ‘Jordaan', die zich richtte op het bieden van goede en betaalbare huisvesting voor arbeidersgezinnen.
Kerdijk was vanaf het begin voorzitter van het bestuur van het Opleidingsinrichting voor Socialen Arbeid, wat later de School voor Maatschappelijk Werk werd. Hij gaf ook korte tijd les aan deze school.
Kerdijks ideeën kwamen in zijn totaliteit tot uitdrukking in het Centraal Bureau voor Sociale Adviezen. Doel van Kerdijks initiatief was het verbeteren van de maatschappelijke positie van de arbeider 'met terzijdestelling van de bevordering van enig partijbelang'. Het bureau was hierin het middel; het verzamelde gegevens voor arbeidersorganisaties en gaf deze rechtskundig advies en bijstand wanneer dat nodig was.
Kerdijk was verder nog voorzitter van de Nederlandse sectie van de internationale vereniging tot wettelijke bescherming van de arbeiders (1901 tot 1905). In 1901 zou hij als een van de weinige liberalen stemmen tegen de ontwerp-Ongevallenwet, die zijns inziens de arbeiders onvoldoende beschermde.
Kerdijk was een vermogend man, en zeer sociaal actief. Zo raakte hij betrokken bij de oprichting van de Haagse N.V. Drukkerij Trio. Na een staking van Haagse grafici in 1894, klopte de Algemeene Nederlandsche Typografenbond bij Kerdijk aan, voor steun aan drie ontslagen leden die een drukkerij wilden starten. Kerdijk was daartoe bereid, op voorwaarde dat de onderneming een naamloze vennootschap met een coöperatief karakter zou worden waar alle werklieden een deel zouden krijgen in de winst, en dat op den duur de drukkerij eigendom van de werknemers zou worden. Na een moeizame start werd Trio een succesvol bedrijf. In 1923 werd Kerdijk's zoon Frits de directeur. Stefan Schlesinger, de zwager van Frits, werkte lange tijd als typograaf en vormgever bij dit bedrijf.
Na de splitsing in de Liberale Unie in maart 1901 over het vraagstuk van het Algemeen Kiesrecht was Kerdijk met Treub een van de oprichters van de Vrijzinnig-Democratische Bond.
Kerdijk leed sterk onder het overlijden van achtereenvolgens zijn moeder in december 1899 en zijn vrouw eind februari 1902. Hij leed aan langdurige depressies. Tijdens een vakantie in Beieren in 1905 pleegde hij zelfmoord door verdrinking in de Isar. Op 14 maart werd zijn lichaam in de Isar gevonden.